# Sé da Guarda

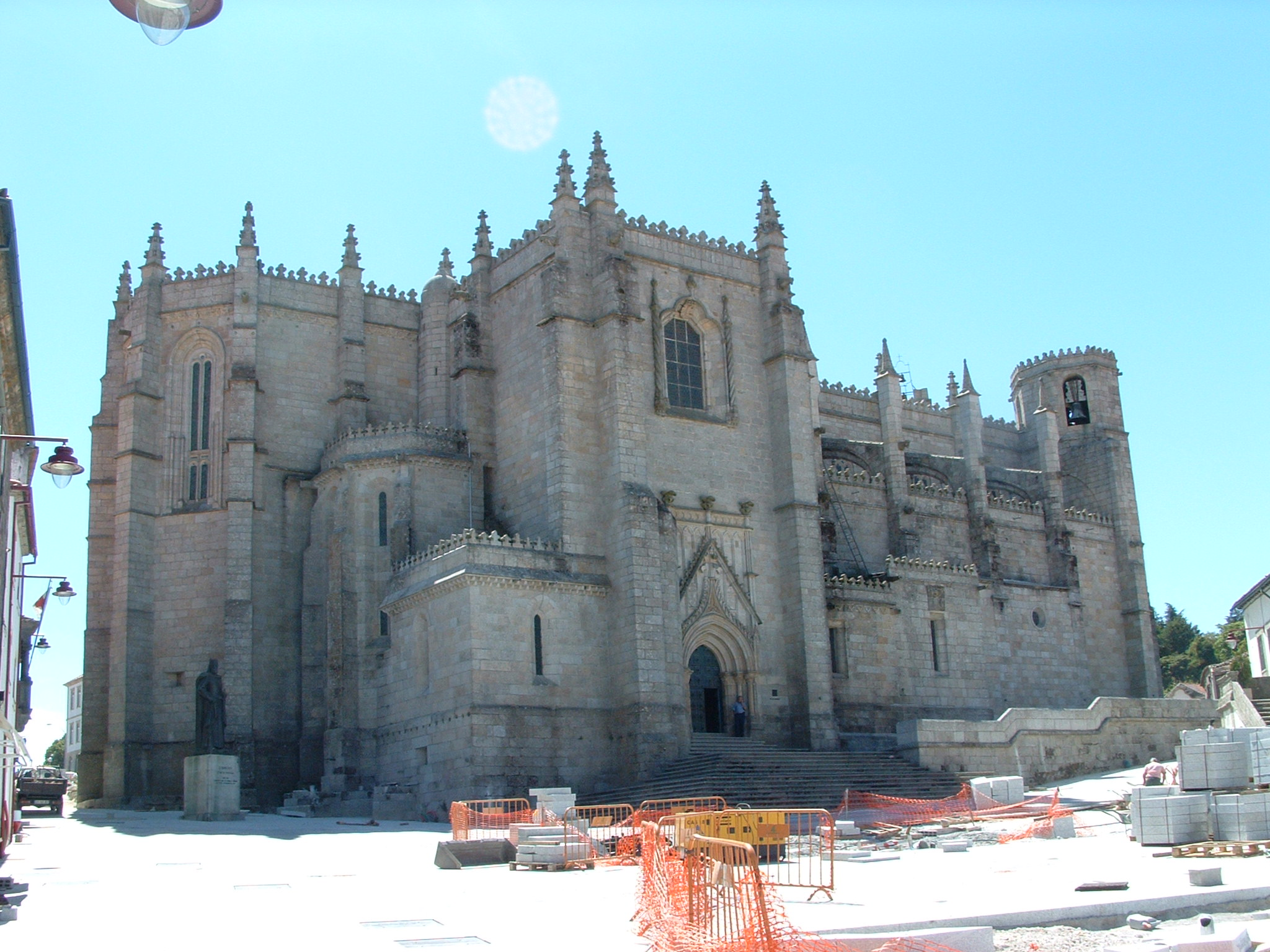
Visível nesta fotografia são as influências góticas e manuelinas.

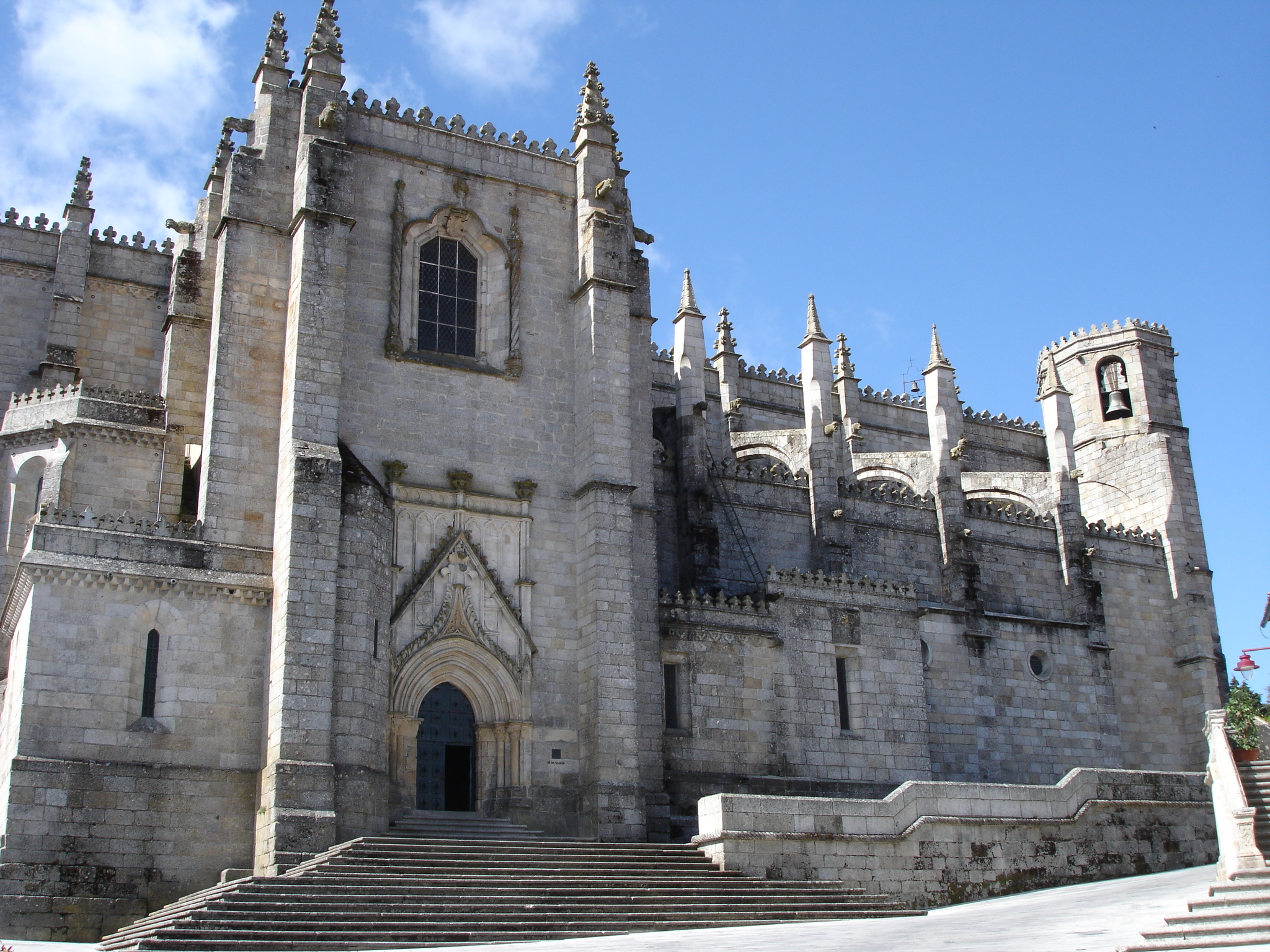
Fachada principal.

A Sé-Catedral da Guarda, Catedral da Guarda ou Sé da Guarda é uma catedral situada na Freguesia, Município e Distrito da Guarda, Portugal.
A Sé da Guarda está classificada como Monumento Nacional desde 1907.

## História
Foi erguida no seguimento do pedido de D. Sancho I ao Papa Inocêncio III para transferir a diocese de Egitânia para a nova cidade da Guarda. Da original construção, de estilo românico, nada resta. Foram, no entanto, encontrados alguns vestígios que apontam para um edifício simples.
Seria mandada construir por D. Sancho II uma segunda catedral, no local onde se situa a actual Igreja da Misericórdia, concluída no século XIV, mas mais tarde destruída aquando da reforma fernandina das muralhas, por se situar fora delas, por temer a conquista da cidade por Castela, pois podia ser usada para subir à muralha.
A construção da actual Sé da Guarda remonta aos finais do século XIV, já no reinado de D. João I — D. Fernando teria falhado na promessa de erguer novo templo —, por iniciativa do bispo Vasco de Lamego, partidário da casa de Avis durante a crise dinástica. As obras arrastaram-se lentamente e só no reinado de D. João III seriam concluídas, já em pleno século XVI, sendo por isso um dos monumentos portugueses dos últimos tempos do gótico, com evidências claras da influência manuelina.
A história da catedral teve um período importante na sua conservação, na viragem para o século XIX: em 1898 coube ao arquitecto Rosendo Carvalheira o restauro do edifício, executando aqui um dos mais importantes projectos de restauro revivalista, pelo que é notável o estado de conservação da catedral.
Encerrada ao culto durante a Instauração da Républica, com a desculpa de garantir o seu restauro nunca realizado, reabriu de novo em 21 de Junho de 1921 para a sagração episcopal de D. José do Patrocínio Dias, bispo de Beja e natural da Covilhã, Diocese da Guarda.

## Galeria de imagens

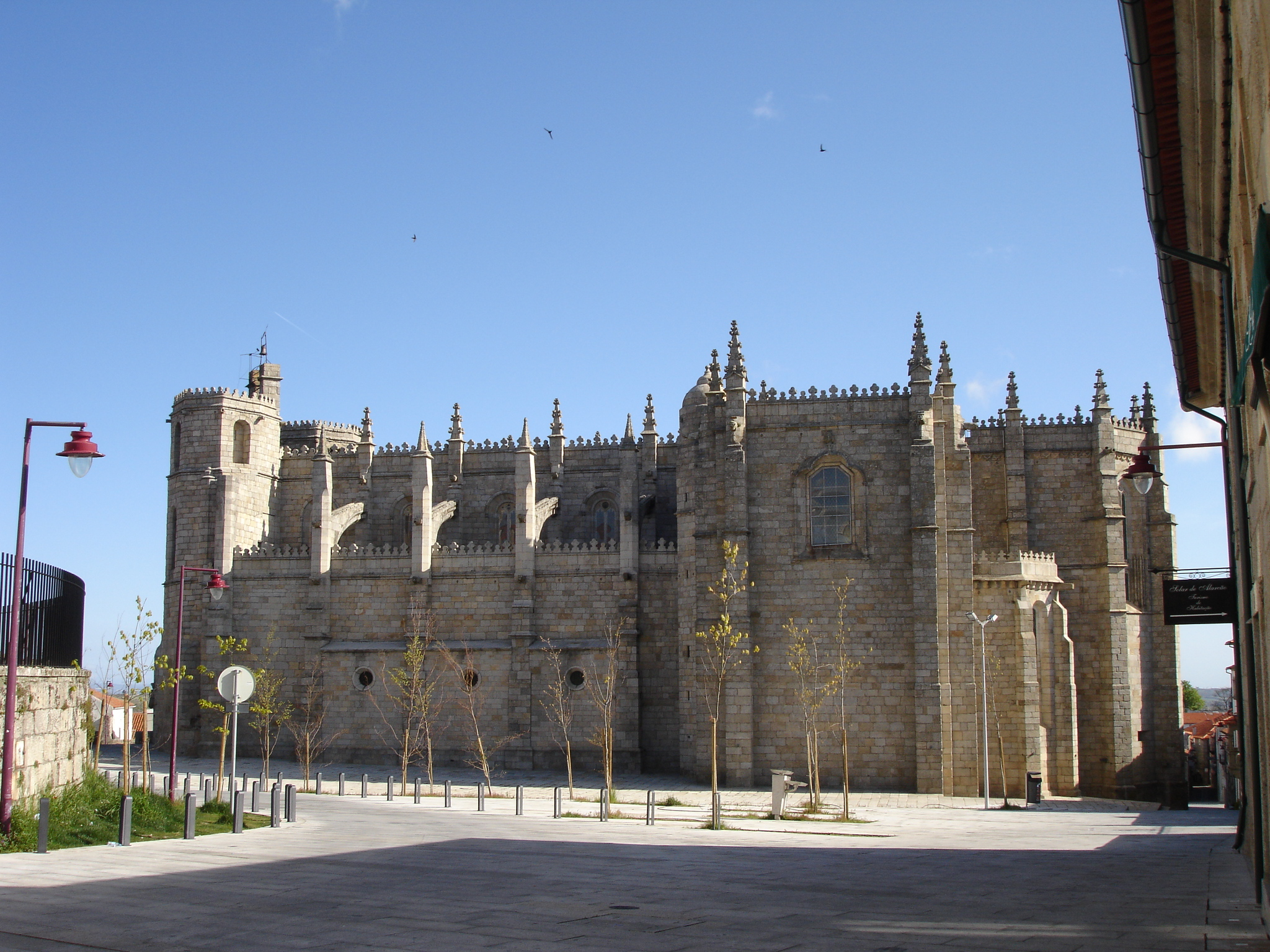
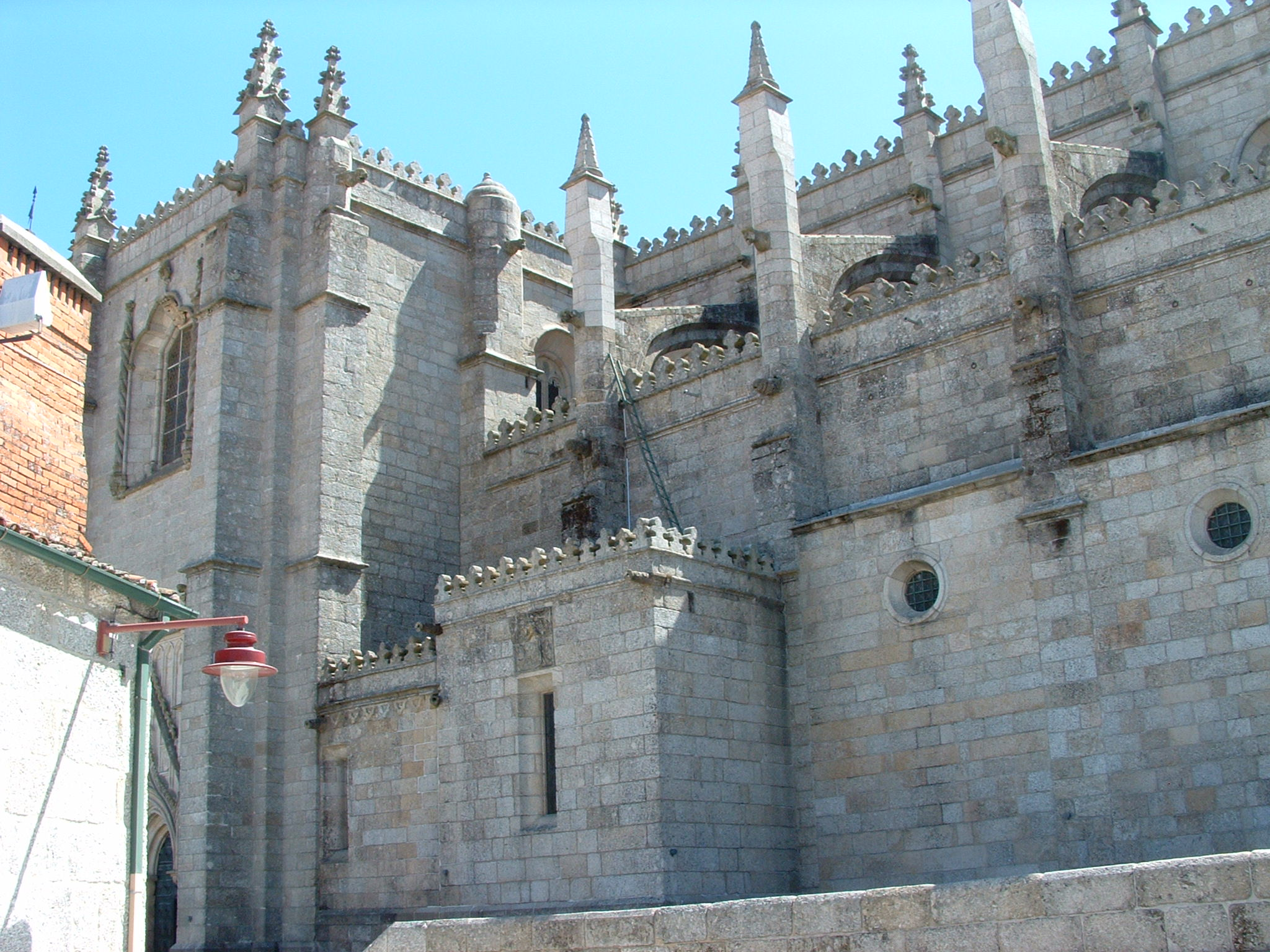
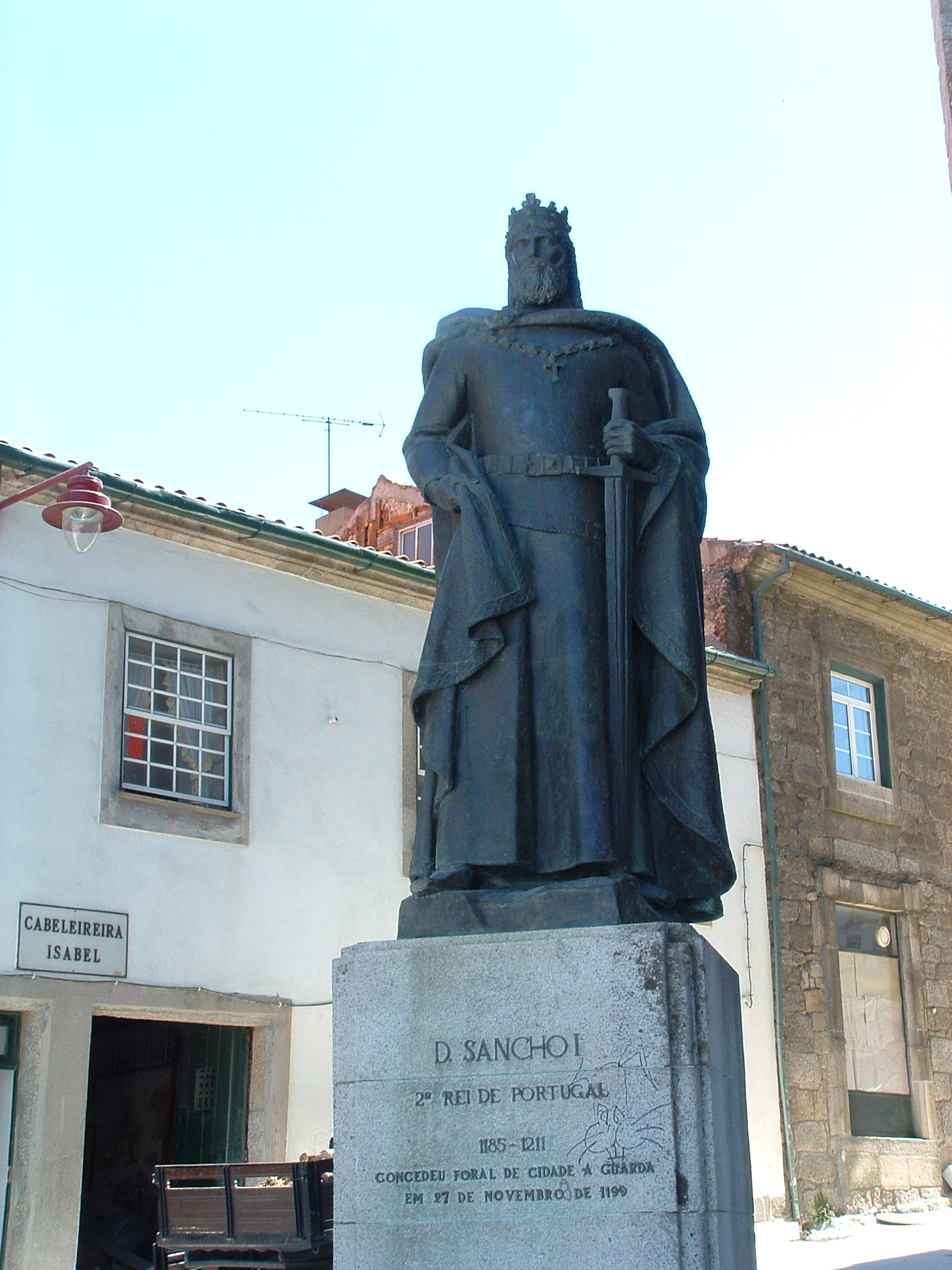
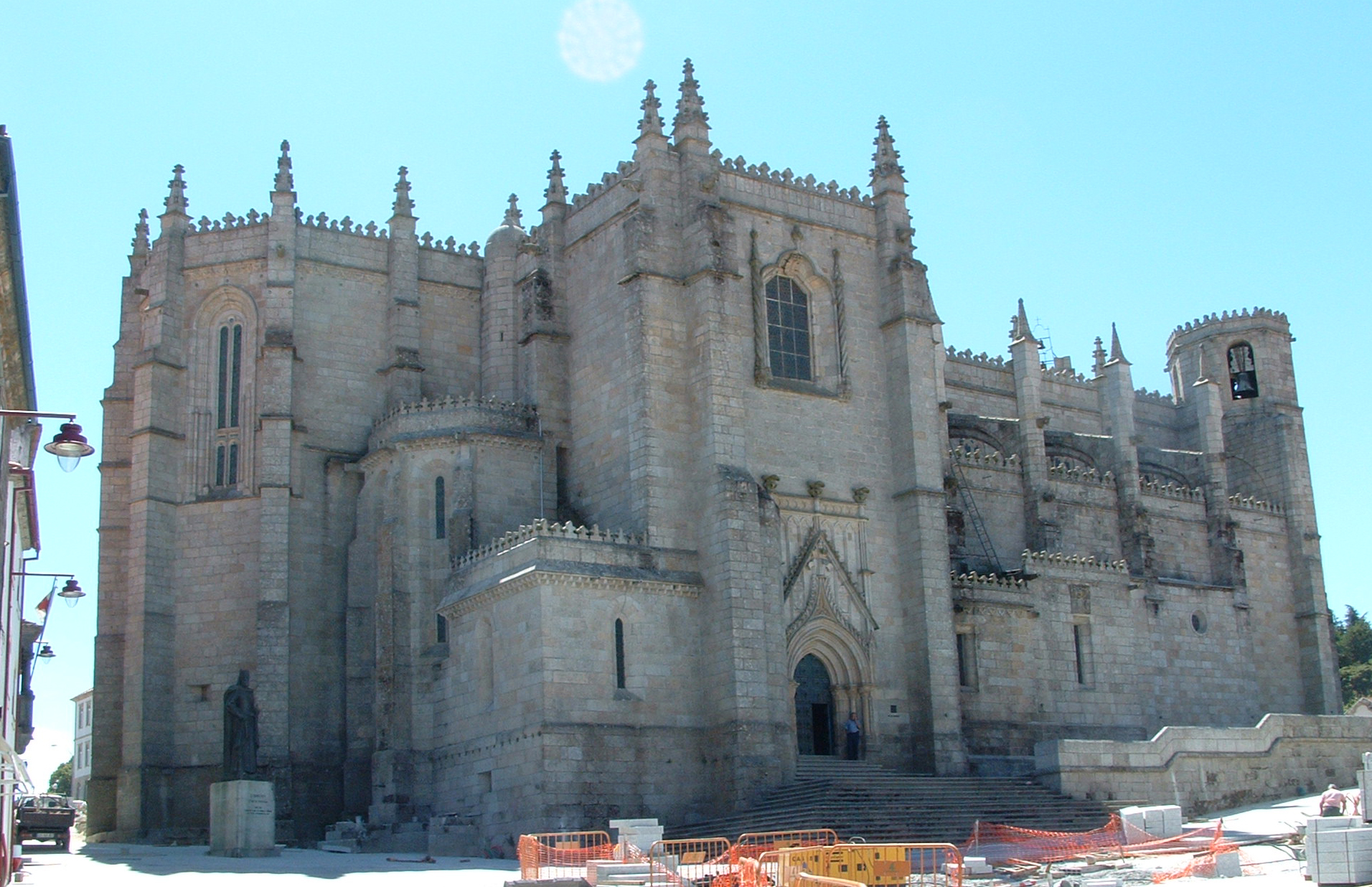
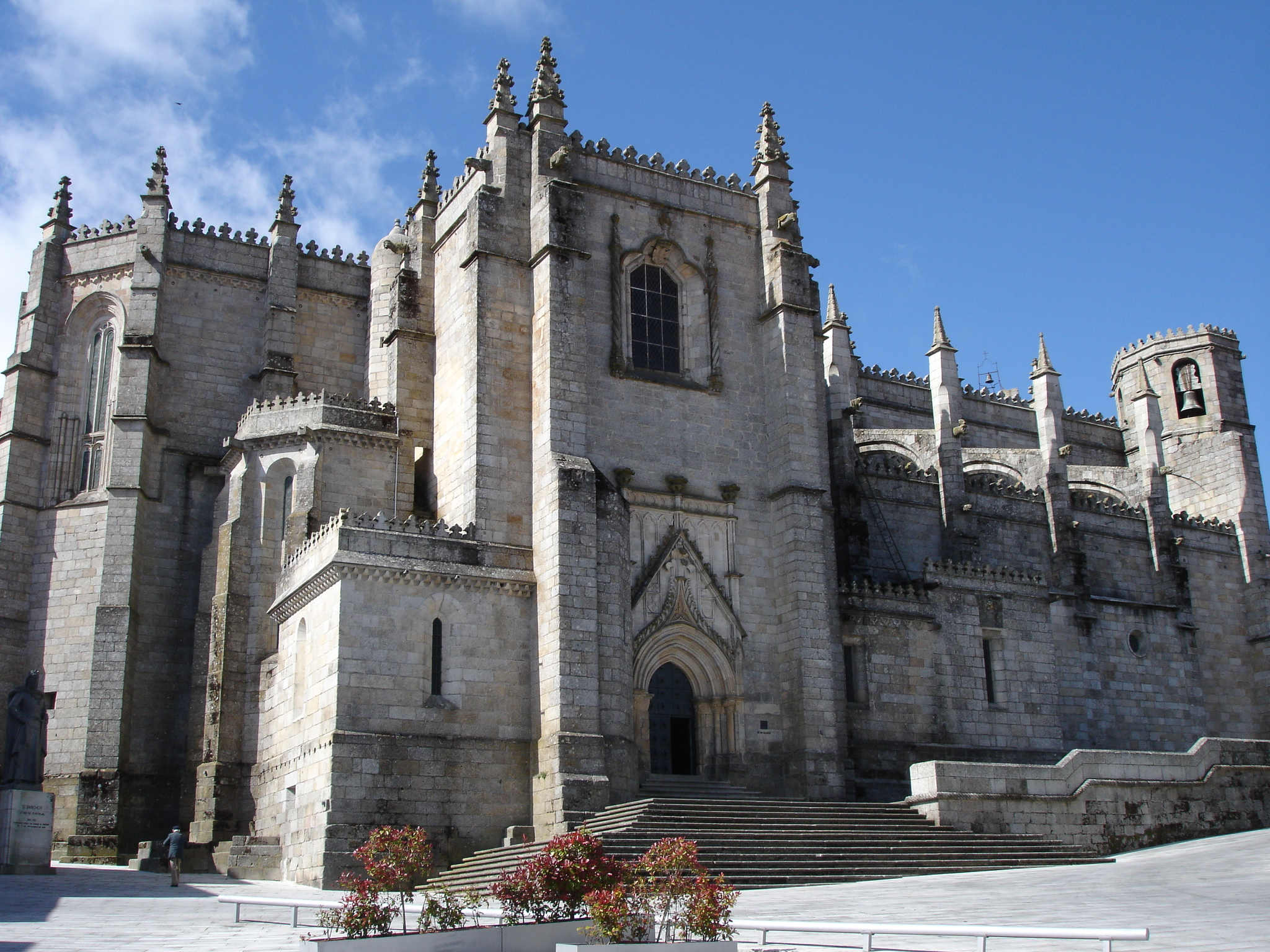
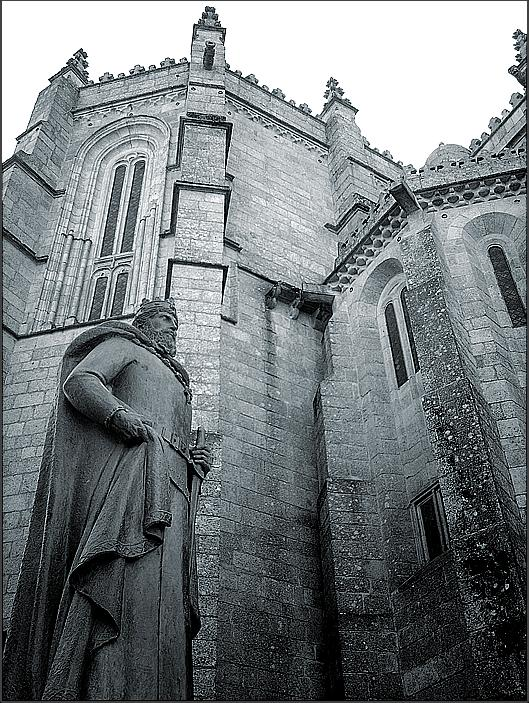
D. Sancho I junto da Catedral
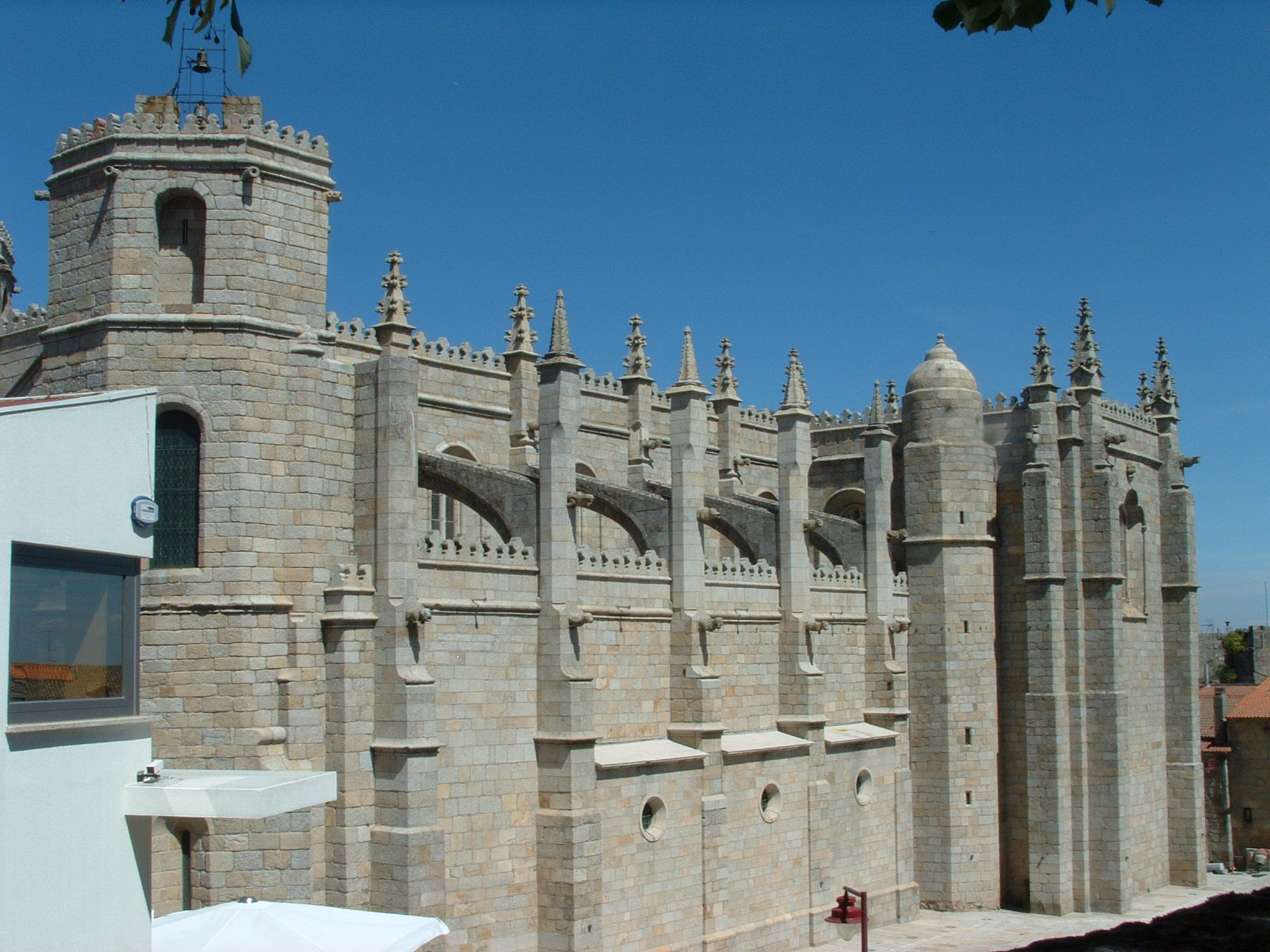
Fachada Norte
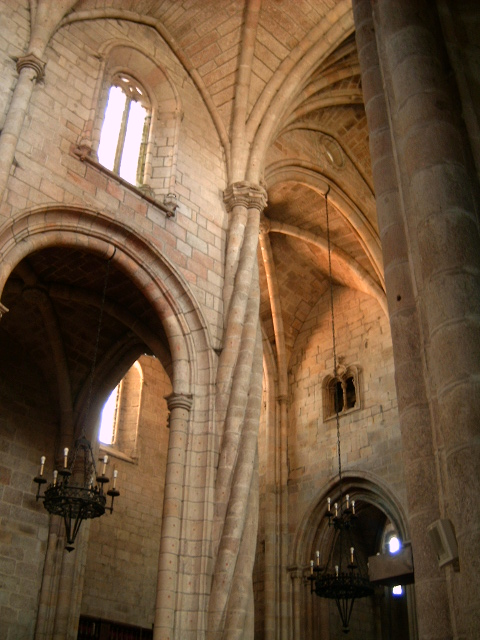
Interior - Coluna Torsa
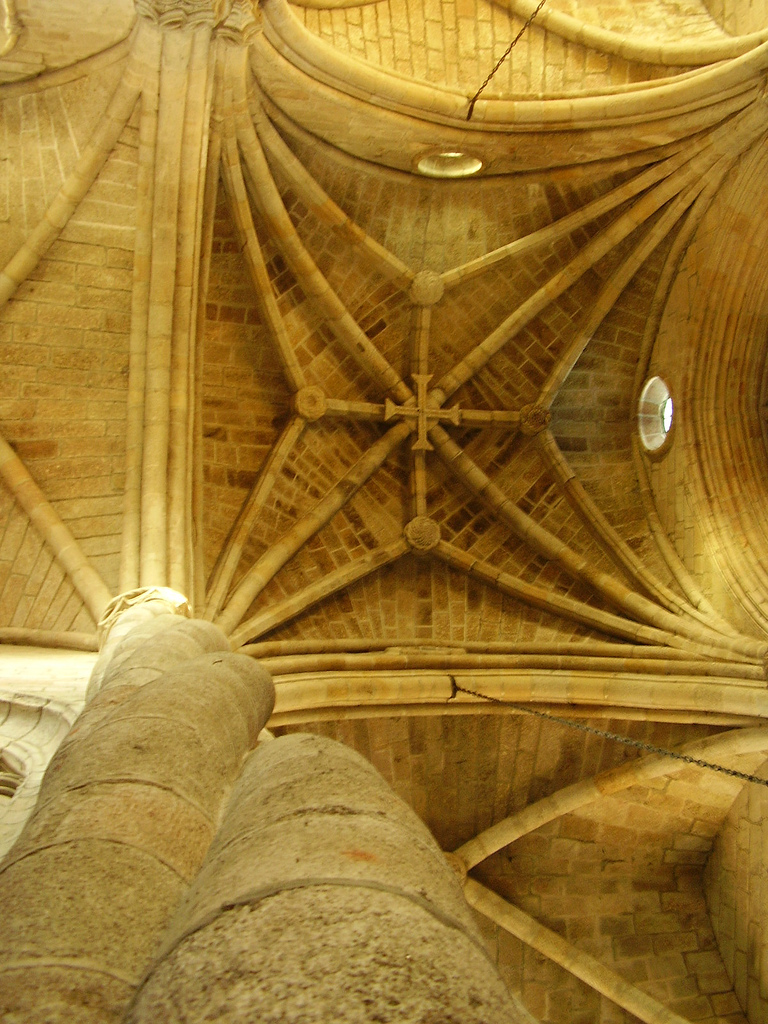
Interior - Abóbada
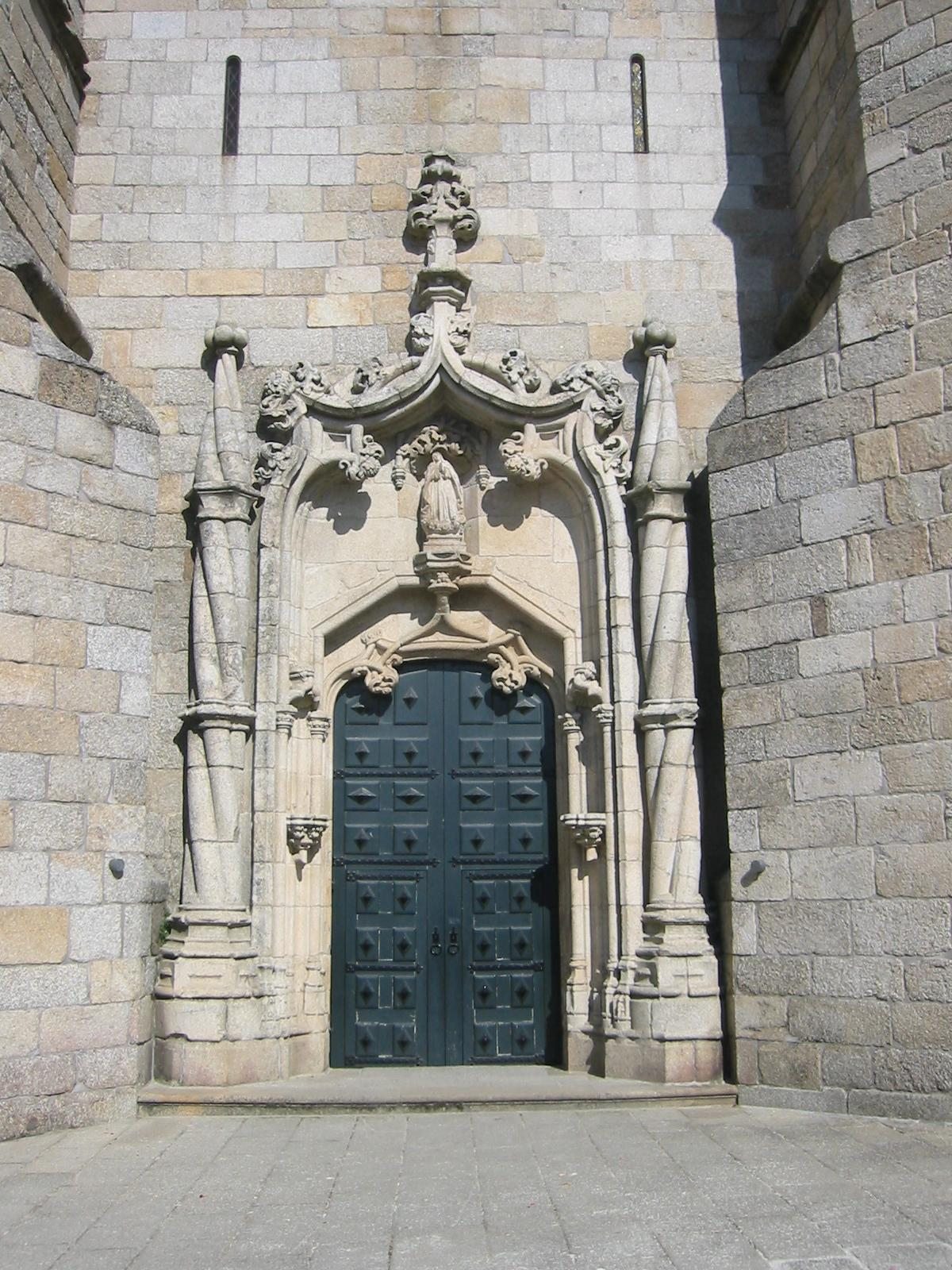
Portal